# Chỉ số Sáng tạo Toàn cầu (Đại học Cornell, INSEAD và WIPO)
Chỉ số Sáng tạo Toàn cầu (Tiếng Anh: Global Innovation Index) được đưa ra năm 2007 bởi Tổ chức sở hữu trí tuệ toàn cầu (World Intellectual Property Organization viết tắt là WIPO, thuộc Liên Hợp Quốc), kết hợp với một số công ty lớn và tổ chức phi lợi nhuận khác. Mục đích của chỉ số này là đưa ra các đánh giá về độ sáng tạo/đổi mới của mỗi quốc gia một cách toàn diện nhất.
Theo cách đánh giá truyền thống, chỉ số sáng tạo/đổi mới của quốc gia theo các tiêu chí như số lượng tiến sĩ, số lượng bài báo nghiên cứu khoa học được công bố, số bằng sáng chế, kinh phí dành cho R&D chiếm bao nhiêu phần trăm GDP,... Tuy nhiên, các tiêu chí đó không phản ảnh đúng nhiều mặt mức độ sáng tạo của quốc gia. Chỉ số mới được đánh giá không chỉ dựa trên độ sáng tạo trong nghiên cứu khoa học, mà còn chỉ số sáng tạo trong xã hội, chỉ số sáng tạo trong các mô hình kinh doanh.

## Cách đánh giá
Chỉ số Sáng tạo Toàn cầu (GII) được đưa ra dựa trên hai nhóm chỉ số: nhóm chỉ số đầu vào, và nhóm chỉ số đầu ra.
Nhóm chỉ số đầu vào gắn chặt với các yếu tố quốc dân, làm nền tảng và tiền đề cho các hoạt động đổi mới/sáng tạo. Gồm 5 chỉ số cơ bản:
- Tổ chức (Institutions)
- Nguồn nhân lực và nghiên cứu (Human capital and research)
- Cơ sở hạ tầng (Infrastructure)
- Độ chín của thị trường (Market sophistication)
- Mức hoàn thiện kinh doanh (Business sophistication)

Nhóm chỉ số đầu ra biểu thị cho kết quả của quá trình đổi mới/sáng tạo. Gồm 2 chỉ số cơ bản:
- Kết quả khoa học (Scientific outputs)
- Thành quả sáng tạo (Creative outputs)